# ハインリヒ・グレーツ

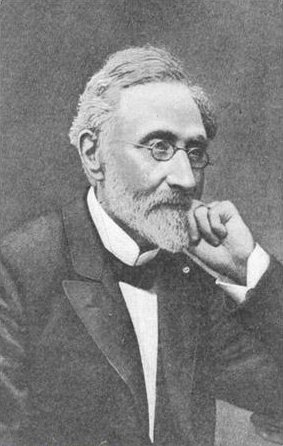
ハインリヒ・グレーツ（1885年頃）

ハインリヒ・ヒルシュ・グレーツ（Heinrich Hirsch Graetz, 1817年10月31日 - 1891年9月7日）は、ユダヤ教徒の歴史家で、ドイツにおけるユダヤ学の代表的人物の一人。本名ツヴィ・ヒルシュ・グレーツ (Tzvi Hirsh Graetz)。

## 経歴
ポーゼン管区クシオンス（現ポーランドクションシュ・ヴィエルコポルスキ）生まれ。イェーナ大学にて博士号を所得する。1845年よりブレスラウ（現ヴロツワフ）のユダヤ正教学校で校長を務め、後には当地のユダヤ神学校で歴史を教えた。
主著『最古の時代から現代にいたるユダヤ人の歴史』1853年 - 1874年）は各国語に翻訳され、ユダヤ史研究の権威書とされた。1869年にはブレスラウ大学（現ヴロツワフ大学）の名誉教授に、1888年にはスペイン王立科学アカデミーの名誉会員に任じられた。
西方ユダヤ人の代表的なユダヤ教運動の学者ではあったが、イディッシュ語に対しては「なかば動物的な言葉」などと嫌悪感を示し、偏見を持っていたようである。
1879年にルター派の歴史学者国民自由党議員のハインリヒ・フォン・トライチュケから批判され、論争となった。

## キリスト教批判
グレーツは大著『ユダヤ人の歴史』でキリスト教を明確に敵視し、ユダヤ人のキリスト教への改宗者を「裏切り者」として厳しく批判した。グレーツはシオニズムに近いユダヤ民族主義の立場にあり、新約聖書をタルムードを使って読み直し、ユダヤ教とキリスト教の亀裂を拡大した。
グレーツはイエスを神の子とするキリスト教は、メシア意識の混乱にあるとして、イエスは神の子だと主張したために告発されたのであり、イエス処刑後の福音書は、メシアの出現物語を後知恵で証明しようとしたものにすぎないと論じた。
「神の子」という観念は異教の土地ギリシャのものであり、ヘレニズムの不純物であるとするグレーツの考え方は、マックス・ヴェーバーや、ヴェーバーの伯父で教会史学者のアードルフ・ハウスラートも認めた考えであった。
タルムードでは、イエスはヨセフ・パンデラと処女ミリアムとの不倫の子であり、ユダヤ共同体から追われて、神の名を用いて奇跡の力を学んだが、ラビ団のユダに打ち負かされて死刑となったというイエス物語があるが、グレーツはタルムードのイエス物語を作り話として、イエスはエッセネ派であるとした。
ハインリヒ・フォン・トライチュケはグレーツが『ユダヤ人の歴史』でキリスト教を「宿敵」「不倶戴天の敵」と表したことを取り上げて、これはキリスト教に対する狂信的な怒りであり、ゲルマン人への憎悪であるとして、グレーツを名指しで批判した。

## 著作
- Geschichte der Juden von den Anfängen bis auf die Gegenwart, 11巻、1853年 - 1874年(『最古の時代から現代にいたるユダヤ人の歴史』)

## 親族
息子レオ・グレーツ（Leo Graetz, 1856年 - 1941年）は物理学者で、1908年からミュンヘン大学教授であった。

## 文献
- 上山安敏『宗教と科学 ユダヤ教とキリスト教の間』岩波書店、2005年7月。ISBN 978-4000234139。
- Bibliography: Rippner, in the third edition of the first volume of Graetz's Geschichte;

Abrahams, as above; 
- Ph. Bloch, in the Index volume of the English translation of Graetz's work, History of the Jews Philadelphia, 1898;
- M. Wiener, Zur Würdigung des verfahrens G. . ., in Ben Chananja, 1863, Nos. 22, 23.
- Jewish Encyclopedia article on Heinrich Graetz: Isidore Singer & Gotthard Deutsch

 この記事にはパブリックドメインである次の文書本文が含まれる: Deutsch, Gotthard [in 英語]; Singer, Isidor (1901–1906). "Graetz, Heinrich (Hirsch)". In Singer, Isidore [in 英語]; et al. (eds.). The Jewish Encyclopedia. New York: Funk & Wagnalls.